# Tuija-Maija Niskanen
Tuija-Maija Niskanen, född 10 juli 1943 i Nyslott, död 29 juni 2019, var en finländsk regissör.

## Filmografi (urval)
- 1982 – Avskedet
- 1985 – Den stora illusionen
- 1987 – Anna-Liisa
- 1998 – Hudens tid

### Fotnoter
1. ↑  ”Elokuvaohjaaja Tuija-Maija Niskanen on kuollut” (på finska). Helsingin Sanomat. 30 juni 2019. https://www.hs.fi/kulttuuri/art-2000006159012.html?share=25417245e308408593665131517e7c6f. Läst 9 juli 2019.
2. ↑  ”Tuija-Maija Niskanen”. IMDb.com. http://www.imdb.com/name/nm0632856/?ref_=fn_al_nm_1. Läst 15 maj 2013.